# سفيان حمدي
سفيان حمدي (من مواليد 22 أغسطس 1989) هو لاعب رياضي جزائري برالمبي، يتنافس بشكل أساسي في أحداث سباقات الفئة T37.
شارك في دورة الألعاب البارالمبية الصيفية 2008 التي اقيمت في بكين، الصين. احرز في بكين الميدالية الفضية في سباق 200 متر للرجال - فئة T37 والميدالية البرونزية في سباق 100 متر للرجال - فئة T37

## روابط خارجية
- سفيان حمدي في اللجنة البارالمبية الدولية